# Едмон Міхілс
Едмон Міхілс (12 жовтня 1913) — бельгійський плавець і ватерполіст.
Бронзовий призер Олімпійських Ігор 1936 року.